# Ninja-IDE
Ninja-IDE (настао од рекурзивног акронима: "Ninja-IDE Is Not Just Another IDE"), је унакрсно-платформно интегрисано развојно окружење (ИРО) дизајнирано да изграђује Пајтонове апликације.
Обезбеђује алате за поједностављивање Пајтон развоја софтвера и обрађује многе врсте ситуација захваљујући својим богатим проширењима. Он се врло активно радили на својим програмерима.
Chromium пројекат користи алат за изградњу сличног назива, Ninja Build.

## Функције
Неке од функција овог ИРО-а:
- Лак ИРО
- Обичне функције као што су: руковање фајловима, наћи у датотекама код локатор, иди на линију, табови, аутоматско увлачење, уредник зума, итд.
- Мулти-платформни: Линукс, Mac OS X, Windows.
- Истицање синтаксе за широку разноврсност језика. Иако је требало да буде углавном Пајтон ИРО, такође може баратати са неколико других језика.
- Static и PEP 8 истицање грешке.
- Приказивање савета који ће вам помоћи да преместите код са Пајтон2 да Пајтон3 .
- Уграђена Пајтон конзола.
- Управљање пројектима, што омогућава да додате, измените и бришете датотеке и фасцикле на пројектима, стварајући аутоматски "__инит__.пи" фајлове унутар сваког модула, итд
- Омогућава да на веома једноставан начин покаже или сакрије панеле интерфејса да би се уклопиле преференције сваког програмера.
- Комплетно подесив  УИ.
- Дозвољава коришћење више уређивача одједном.
- Проширив систем прикључака, који подржава креација ИРО-а.
- Управљање сесијом: памти отворене датотеке и пројекте након затварања ИРО-а.
- Ауто завршавање кода.
- Код Локатор: Дозвољава вам да пређете на било који код у вашем пројекту у само неколико кликова.

## Имена верзија
NINJA-IDE увек даје имена верзијама по именима оружија.
Претходне верзије:
- 2.x: Shuriken
- 1.x: Kunai